# Masayuki Omori
Masayuki Omori (大森 征之?, Omori Masayuki; Prefettura di Saitama, 9 novembre 1976) è un ex calciatore giapponese, di ruolo centrocampista.